# فندق وينتر بالاس
فندق وينتر بالاس (بالإنجليزية: Winter Palace Hotel)‏، ويُعرف أيضًا باسم وينتر بالاس القديم (بالإنجليزية: Old Winter Palace Hotel)‏ هو فندق ومنتجع 5 نجوم تاريخي يقع على الضفة الشرقية للنيل بمدينة الأقصر، يقع على مقربة من معبد الأقصر (إلى الجنوب منه)، ويضم 86 غرفة و6 أجنحة، تملكه وتشغله شركة ليجاسي للفنادق التابعة لمجموعة طلعت مصطفى.

## تاريخ الفندق

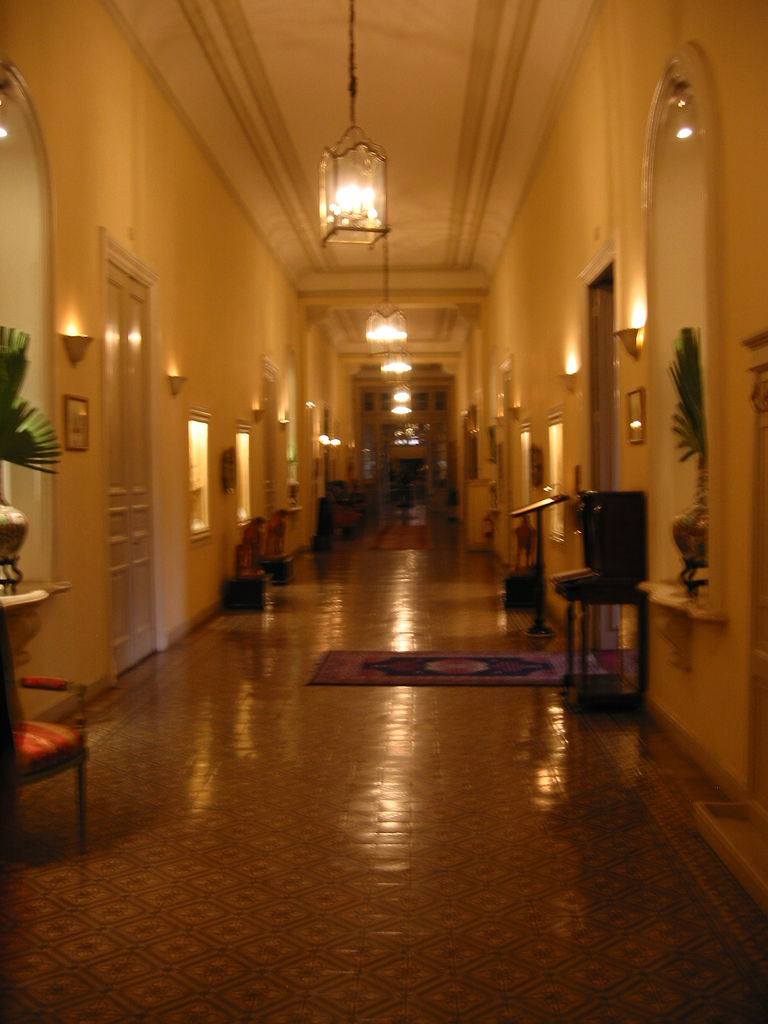
الفندق من الداخل

يرجع تاريخ إنشاء الفندق إلى زمن الاحتلال الإنجليزي، إذ أنشأته شركة فنادق مصر العليا (بالإنجليزية: Upper Egypt Hotels Co)‏، وهي شركة أنشأها سنة 1905 رجل الأعمال السويسري تشارلز بهلر وجورج نانجوفيتش بمساهمة من فرع شركة توماس كوك بمصر، وافتتح الفندق يوم السبت 19 يناير 1907، وفي ديسمبر 2023 استحوذت شركة إيكون إحدى الشركات التابعة لمجموعة طلعت مصطفى على 51 % من شركة ليجاسي للفنادق المالكة للفندق.

## مشاهير نزلوا بالفندق
- أغاثا كريستي، التي كتبت روايتها «موت على النيل» في فندق وينتر بالاس.
- ألبرت الأول ملك بلجيكا وزوجته الملكة إليزابيث ملكة بلجيكا، اللذين نزلا بالفندق عدة مرات.
- اللورد كارنارفون، ممول اكتشاف مقبرة توت عنخ آمون سنة 1922، وقد أقام عدة مرات بالفندق.